# Fehérhasú lombgalamb
A fehérhasú lombgalamb (Treron sieboldii) a madarak osztályának galambalakúak (Columbiformes) rendjébe és a galambfélék (Columbidae) családjába tartozó faj.

## Előfordulása
Oroszország, Kína, Japán, Dél-Korea, Laosz, Tajvan, Thaiföld és Vietnám területén honos. Mérsékelt övi erdők lakója.

## Alfajai
- Treron sieboldii fopingensis
- Treron sieboldii lungchowensis
- Treron sieboldii murielae
- Treron sieboldii oblitus
- Treron sieboldii sieboldii
- Treron sieboldii sororius

## Megjelenése
Testhossza 33 centiméter.

## Életmódja
Gyümölcsökkel táplálkozik.

## Szaporodása
Fészekalja 2 tojásból áll.